# Chamba (huyện)
Huyện Chamba là một huyện thuộc bang Himachal Pradesh, Ấn Độ. Thủ phủ huyện Chamba đóng ở Chamba. Huyện Chamba có diện tích 6528 ki lô mét vuông. Đến thời điểm năm 2001, huyện Chamba có dân số 460499 người.